# Priscilla Lopes-Schliep
Priscilla Lopes-Schliep (1982. augusztus 26.) kanadai atléta.
A pekingi olimpiai játékokon a százméteres gátfutás számában bronzérmesként zárt. A 2009-es berlini világbajnokságon a jamaicai Brigitte Foster-Hylton mögött lett ezüstérmes.

## Egyéni legjobbjai
Szabadtér
- 100 méter sík - 11,44
- 100 méter gát - 12,49

Fedett
- 60 méter sík - 7,23
- 200 méter sík - 23,50
- 50 méter gát - 6,82
- 55 méter gát - 7,51
- 60 méter gát - 7,87